# Sendafa
Sendafa är en ort i Etiopien.   Den ligger i regionen Oromia, i den centrala delen av landet, 30 km öster om huvudstaden Addis Abeba. Sendafa ligger 2 560 meter över havet och antalet invånare är 7 326.
Terrängen runt Sendafa är platt åt sydväst, men åt nordost är den kuperad. Terrängen runt Sendafa sluttar söderut. Runt Sendafa är det ganska tätbefolkat, med 120 invånare per kvadratkilometer. Det finns inga andra samhällen i närheten. Trakten runt Sendafa består till största delen av jordbruksmark.